# Liga Futebol Amadora Primeira Divisão 2021
Die Liga Futebol Amadora Primeira Divisão 2021 war die fünfte Spielzeit der höchsten osttimoresischen Fußballliga seit ihrer Gründung im Jahr 2015. Die Saison begann am 12. November 2021 und endete am 23. Dezember 2021. Titelverteidiger war der FC Lalenok United (2019). Meister wurde zum zweiten Mal Karketu Dili. Vor der Saison zog sich der Boavista Futebol Clube Timor-Leste aus dem Spielbetrieb zurück. An der Liga nahmen nach dem Rückzug sieben Mannschaften teil. Alle Spiele wurden im Nationalstadion von Osttimor ausgetragen.

## Teilnehmende Mannschaften
| Verein                  | Beheimatet in |
| ----------------------- | ------------- |
| Aitana FC               | Dili          |
| Assalam FC              | Dili          |
| DIT FC                  | Dili          |
| Boavista FC             | Dili          |
| Karketu Dili            | Dili          |
| FC Lalenok United       | Dili          |
| Sport Laulara e Benfica | Laulara       |
| AS Ponta Leste          | Dili          |

## Abschlusstabelle
Stand: Saisonende 2021
| Pl. | Verein                  | Sp. | S | U | N | Tore    | Diff. | Punkte |
| --- | ----------------------- | --- | - | - | - | ------- | ----- | ------ |
| 1.  | Karketu Dili            | 6   | 4 | 2 | 0 | 006:200 | +4    | 14     |
| 2.  | FC Lalenok United (M)   | 6   | 3 | 2 | 1 | 010:600 | +4    | 11     |
| 3.  | AS Ponta Leste          | 6   | 2 | 2 | 2 | 004:400 | ±0    | 08     |
| 4.  | Sport Laulara e Benfica | 6   | 1 | 4 | 1 | 009:800 | +1    | 07     |
| 5.  | Assalam FC              | 6   | 1 | 3 | 2 | 011:120 | −1    | 06     |
| 6.  | Aitana FC (N)           | 6   | 1 | 2 | 3 | 006:800 | −2    | 05     |
| 7.  | DIT FC (N)              | 6   | 1 | 1 | 4 | 006:120 | −6    | 04     |
| 8.  | Boavista FC             | 0   | 0 | 0 | 0 | 000:000 | ±0    | 0      |

| Zum Saisonende 2021:                                                         |
| Osttimoresischer Meister Rückzug aus der Liga Abstieg in die Segunda Divisão |

| Zum Saisonende 2019: |                                        |
| (M)                  | Amtierender Meister: FC Lalenok United |
| (N)                  | Aufsteiger: DIT FC, Aitana FC          |

## Spielplan und Ergebnisse

### 1. Spieltag
| Datum             |                         | Ergebnis |              |
| ----------------- | ----------------------- | -------- | ------------ |
| 12. November 2021 | Aitana FC               | 0:1      | Karketu Dili |
| 14. November 2021 | FC Lalenok United       | 4:2      | Assalam FC   |
| 23. November 2021 | Sport Laulara e Benfica | 4:1      | DIT FC       |

### 2. Spieltag
| Datum              |                | Ergebnis |                         |
| ------------------ | -------------- | -------- | ----------------------- |
| =19. November 2021 | AS Ponta Leste | 1:0      | DIT FC                  |
| 20. November 2021  | Aitana FC      | 0:0      | Sport Laulara e Benfica |
| 20. November 2021  | Assalam FC     | 0:1      | Karketu Dili            |

### 3. Spieltag
| Datum             |                         | Ergebnis |                   |
| ----------------- | ----------------------- | -------- | ----------------- |
| 26. November 2021 | AS Ponta Leste          | 1:0      | FC Lalenok United |
| 27. November 2021 | Sport Laulara e Benfica | 1:1      | Karketu Dili      |
| 28. November 2021 | DIT FC                  | 1:3      | Assalam FC        |

### 4. Spieltag
| Datum            |                         | Ergebnis |                |
| ---------------- | ----------------------- | -------- | -------------- |
| 3. Dezember 2021 | FC Lalenok United       | 1:0      | Aitana FC      |
| 4. Dezember 2021 | Karketu Dili            | 1:0      | DIT FC         |
| 5. Dezember 2021 | Sport Laulara e Benfica | 0:0      | AS Ponta Leste |

### 5. Spieltag
| Datum             |              | Ergebnis |                         |
| ----------------- | ------------ | -------- | ----------------------- |
| 10. Dezember 2021 | Assalam FC   | 3:3      | Sport Laulara e Benfica |
| 11. Dezember 2021 | Aitana FC    | 2:1      | AS Ponta Leste          |
| 13. Dezember 2021 | Karketu Dili | 1:1      | FC Lalenok United       |

### 6. Spieltag
| Datum             |                   | Ergebnis |                         |
| ----------------- | ----------------- | -------- | ----------------------- |
| 16. Dezember 2021 | AS Ponta Leste    | 1:1      | Assalam FC              |
| 17. Dezember 2021 | DIT FC            | 3:2      | Aitana FC               |
| 18. Dezember 2021 | FC Lalenok United | 3:1      | Sport Laulara e Benfica |

### 7. Spieltag
| Datum             |              | Ergebnis |                   |
| ----------------- | ------------ | -------- | ----------------- |
| 21. Dezember 2021 | Karketu Dili | 1:0      | AS Ponta Leste    |
| 22. Dezember 2021 | Assalam FC   | 2:2      | Aitana FC         |
| 23. Dezember 2021 | DIT FC       | 1:1      | FC Lalenok United |